# Cantonul Évaux-les-Bains
Cantonul Évaux-les-Bains este un canton din arondismentul Aubusson, departamentul Creuse, regiunea Limousin, Franța.

## Comune
| Comune                 | Populație (1999) | Cod poștal | Cod INSEE |
| ---------------------- | ---------------- | ---------- | --------- |
| Arfeuille-Châtain      | 177              | 23700      | 23005     |
| Chambonchard           | 81               | 23110      | 23046     |
| Évaux-les-Bains        | 1.546            | 23110      | 23076     |
| Fontanières            | 257              | 23110      | 23083     |
| Reterre                | 307              | 23110      | 23160     |
| Sannat                 | 383              | 23110      | 23167     |
| Saint-Julien-la-Genête | 237              | 23110      | 23203     |
| Saint-Priest           | 175              | 23110      | 23234     |